# يونيون (إلينوي)
يونيون (بالإنجليزية: Union)‏ هي منطقة سكنية تقع في الولايات المتحدة في إلينوي. يقدر عدد سكانها بـ 580 نسمة .

## الموقع الجغرافي
الموقع الجغرافي للمناطق المحيطة بهذه النقطة هو كالتالي:

## أعلام
- ريد كيلي
- ويليام هربرت كوربن